# Ce Tecpatl
Ce-Tecpatl, of 1-Steen, is - behalve een datum verbonden met de krijgsgoden Huitzilopochtli en Mixcoatl-Camaxtli die ook Ce Tecpatl Mixcoatl heette - de kalendernaam van de Azteekse wijze (tlamatini) en profeet (ah-bobat) die als de grondlegger van de rekenkunde, kalender en astrologie gold. Volgens de overlevering kwam hij uit het mythologische oorsprongsland aan gene zijde van de oceaan (Tamoanchan), uit het "land van de zwarte en de rode inkt" (Tlillan-Tlapallan). Voor de Azteken gold dit overzeese gebied niet alleen als de bakermat van wetenschap en kennis, maar ook als het stamland van de oorlog.
Sommigen identificeren 1-Steen met de brenger van alle esoterische kennis, Quetzalcoatl, die ook de god van de kooplieden was. Enkele afbeeldingen tonen hem echter niet met de baard van Quetzalcoatl, maar met een snor. Omdat dit in de Azteekse iconografie ongewoon is, maar vaker voorkomt in de kunst van de Maya's (zoals bij enkele edellieden uit Palenque en late vorsten van Seibal het geval is), veronderstelt men wel een oostelijke herkomst voor 1-Steen. 1-Steen zou ook de Lange telling hebben uitgevonden en, in samenhang daarmee, het wereldeinde in 2012 hebben voorspeld.
In één geval steekt de besnorde 1-Steen zijn tong uit, wat ook het meest opvallende kenmerk is van het centrale gezicht op de Azteekse Kalendersteen (zie Azteekse kalender). Zoals bekend is de Kalendersteen een cosmogram van tijd (xiuhpohualli) en beweging (ollin) waarin de cyclus van wereldondergangen vervat ligt. De uitgestoken tong laat bijgevolg zien dat 1-Steen de archetypische ingewijde is in de geheimen van ruimte en tijd. De tong bevat echter ook een onmiskenbaar element van spot, wat tot de overhaaste aanname heeft geleid, dat 1-Steen een band onderhoudt met de aartsbedrieger, de Azteekse god Tezcatlipoca.
Samenvattend kan gesteld worden dat de besnorde en spotlustige 1-Steen, afkomstig uit een overzees gebied van spreekwoordelijke geleerdheid en krijgskunde, en met een achtergrond in de sociale klasse der kooplieden, meer dan welke andere Mesoamerikaanse persoonlijkheid ook de geheimen van ruimte, tijd, en kosmische energie heeft weten te doorgronden.